# 青蘿の丘駅
青蘿の丘駅（チョンナのおかえき）は、大韓民国大邱広域市中区にある大邱交通公社（DTRO）の駅である。
2号線と3号線が乗り入れている。それぞれの駅番号は、2号線が229、3号線が329である。

## 駅構造

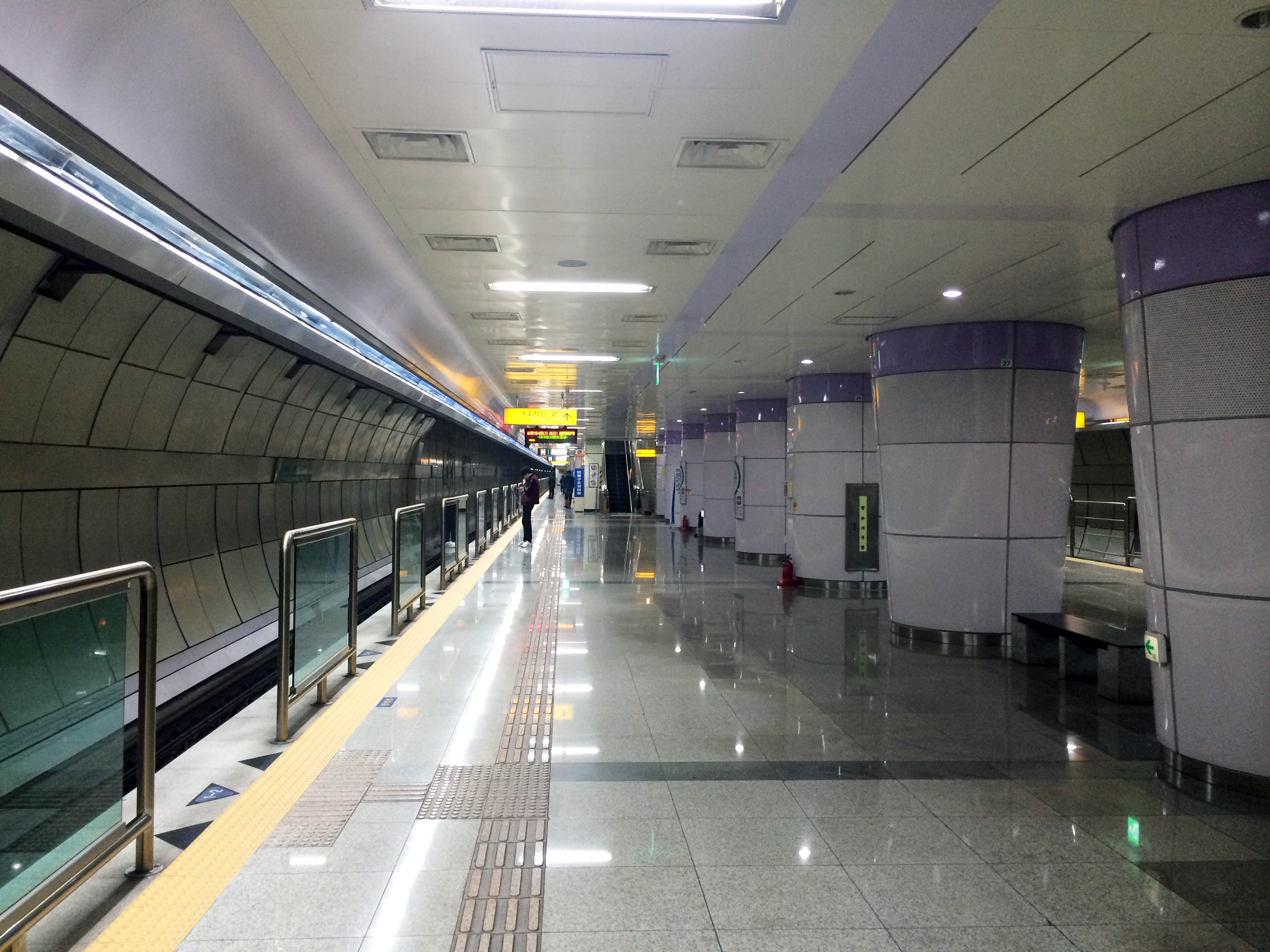
2号線ホーム

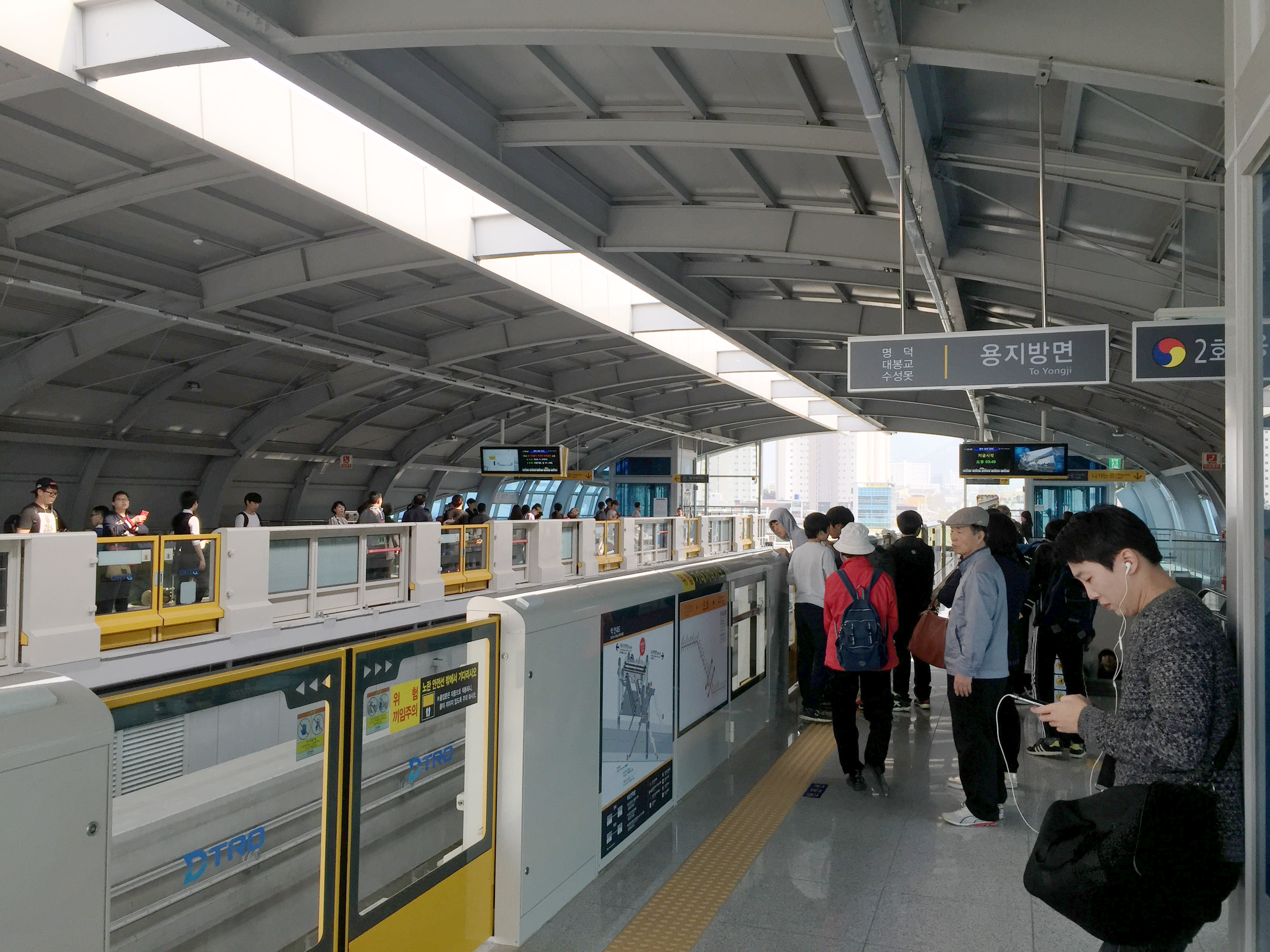
3号線ホーム

2号線は島式ホーム1面2線の地下駅、3号線は相対式ホーム2面2線を有する高架駅。
2号線（地下）と3号線（地上）の連絡通路として、全長57メートルのエスカレータとその横にエレベータが設置されている。エスカレータはソウル・堂山駅の47メートルの乗換通路用エスカレータを抜いて韓国一長いエスカレータとなった。
2号線の当駅と半月堂駅の間に1号線・明徳駅への接続線があり、2号線の電車を月背車両事業所に回送する目的として使用されている。

### のりば
※のりばの番号は両線共に存在しない。
| 地下 2号線ホーム |        |                                            |
| 上り             | ●2号線 | 頭流・龍山・汶陽方面                       |
| 下り             | ●2号線 | 半月堂・泛魚・嶺南大方面                   |
| 地上 3号線ホーム |        |                                            |
| 上り             | ●3号線 | 達城公園・万坪・漆谷雲岩・漆谷慶大病院方面 |
| 下り             | ●3号線 | 明徳・大鳳橋・寿城池・龍池方面             |

## 利用状況
近年の一日平均乗車人員推移は下記の通り。
| 路線  | 乗車人員 | 乗車人員 | 乗車人員 | 乗車人員 | 乗車人員 | 乗車人員 | 乗車人員 | 乗車人員 | 乗車人員 | 乗車人員 | 乗車人員 |
| 路線  | 2005年   | 2006年   | 2007年   | 2008年   | 2009年   | 2010年   | 2011年   | 2012年   | 2013年   | 2014年   | 2015年   |
| ----- | -------- | -------- | -------- | -------- | -------- | -------- | -------- | -------- | -------- | -------- | -------- |
| 2号線 | 4533     | 5612     | 5866     | 5874     | 6377     | 6527     | 6776     | 6927     | 7363     | 7395     |          |

## 駅周辺
- 大新119安全センター
- 大邱南山4洞郵便局
- 大新洞住民センター
- 大韓赤十字社 慶尚北道支社
- エルディスリージェントホテル
- 啓聖初等学校（朝鮮語版）
- 大邱南山初等学校（朝鮮語版）
- 啓聖中学校（朝鮮語版）
- 聖明女子中学校（朝鮮語版）
- 啓聖高等学校（朝鮮語版）
- 信明高等学校（朝鮮語版）
- 大邱カトリック大学校 ユスティノキャンパス
- 啓明大学校東山病院
- 西門市場（朝鮮語版）
- テワンアノーススカイアパート
- 南山グリーンタウナパート
- 南山ヒューマンシア1団地アパート・2団地アパート
- カチアパート
- ボソン皇室タウンアパート
- 極東スタークラス南山アパート
- ボソン松竹マンション

## 歴史
- 2000年1月22日 - 2号線工事中に道路に敷き詰めていた鉄板が崩れてバスが巻き込まれ、乗客3人が死亡する事故が発生[3]。
- 2005年10月18日 - 2号線開業。
- 2014年2月28日 - 西門市場駅から新南駅に改称。
- 2015年4月23日 - モノレール形式の大邱都市鉄道3号線が開通し、この駅で2号線と接続。当駅の隣に新しく「西門市場駅」が開業した。
- 2019年1月7日 - 新南駅から青蘿の丘駅に改称。[4]

## 隣の駅
大邱交通公社
●2号線
パンゴゲ駅 (228) - 青蘿の丘駅 (229) - 半月堂駅 (230)
●3号線
西門市場駅 (328) - 青蘿の丘駅 (329) - 南山駅 (330)